# Pterygia japonica
Pterygia japonica is een slakkensoort uit de familie van de Mitridae. De wetenschappelijke naam van de soort is voor het eerst geldig gepubliceerd in 1982 door Okutani & Matsukuma.